# Nazariusz i Celsus
Nazariusz (cs. Muczenik Miediołanskij Nazarij) i Celsus (cs. Muczenik Kielsij Miediołanskij) – mediolańscy męczennicy i święci chrześcijańscy z I (zm. 54-68).
Niewiele wiadomo o świętych. O odnalezieniu szczątków męczennika Nazariusza i jego wychowanka Celsusa w podmediolańskim ogrodzie (niegdyś cmentarzu) pisał sekretarz św. Ambrożego (zm. 397), Paulin z Mediolanu. W Martyrologium Rzymskim wydarzenie zostało wpisane pod dniem 10 maja, a relikwie przeniesiono do Bazyliki świętych Apostołów przy Via Appia (dzisiejsza Bazylika św. Sebastiana za Murami, wł. Basilica di San Sebastiano Fuori le Mura).
Mogli być męczennikami z czasów prześladowania chrześcijan podczas panowania Dioklecjana (284-305) lub, według późniejszych przekazów, Nerona (54-68).
Matką Nazariusza miała być św. Perpetua, męczennica rzymska, która przyjęła chrzest z rąk apostoła św. Piotra.

## Kult
Oboje święci są patronami dzieci, Celsus również koni.
Dzień obchodów
Ich wspomnienie liturgiczne obchodzone jest w Kościele katolickim 28 lipca na pamiątkę śmierci i 10 maja na pamiątkę odnalezienia szczątków.
Kościoły wschodnie, z uwagi na liturgię według kalendarza juliańskiego, wspominają świętych męczenników:
- 7/20 października[c] -  w Kościele ormiańskim[2]
- 14/27 października - w Kościele prawosławnym, razem ze świętymi Gerwazym i Protazym, którzy zginęli również śmiercią męczeńską w I wieku w Mediolanie. Ich relikwie odnalazł św. Ambroży, w 10 lat po odnalezienia relikwii braci Gerwazego i Protazego, tj. 10 maja ok. 396 roku[d]. Początkowo miały spoczywać wspólnie z relikwiami braci w jednym relikwiarzu.

Ikonografia
W ikonografii Nazariusz i Celsus przedstawiani są razem, jako żołnierze.
Relikwie
Część relikwii św. Nazariusza trafiła do klasztoru Altenmünster w Lorsch za sprawą ówczesnego opata św. Chrodeganga, biskupa diecezji Metz.
Sanktuaria
Niektóre kościoły i opactwa:
- kościół ku czci św. Celsusa z IV wieku, częściowo zniszczony i przebudowany w XI wieku, przylegający do kościoła Santa Maria dei Miracoli
- kościół w Rawennie ku czci obu świętych ufundowany przez Gallę Placydię (zm. 450)
- kościół i opactwo pod wezwaniem św. Celsusa w Mediolanie, obok Bazyliki św. Apostołów, ufundowane przez biskupa Landolfa II (980-988) i wybudowane w latach 996-997[4]
- opactwo benedyktyńskie św. Nazariusza i Celsusa w San Nazzaro Sesia założone w 1040 roku
- kościół parafialny pw. świętych w San Nazzaro w Szwajcarii[5] datowany na 1258 rok i oddzielony od parafii Vira (Gambarogno) w 1558.

Miasta
Niektóre miasta:
- we Włoszech: San Nazzaro Sesia, San Nazzaro (Kampania), San Nazzaro Val Cavargna (Lombardia), San Nazario (Wenecja Euganejska)
- we Francji: Saint-Nazaire
- w Szwajcarii: San Nazzaro (Ticino)